# 西班牙美洲殖民地
西班牙美洲殖民地（西属美洲）是指从15世纪末到19世纪，西班牙在美洲拥有的殖民地的统称。从1492年哥伦布登陆美洲开始的三个世纪里，西班牙在美洲大陆和加勒比海地区就不断地进行着征服和殖民，先后占领了大部分加勒比海岛屿（西印度群岛）、墨西哥、南美大部分地區、中美洲地区、北美西部太平洋沿岸（直达阿拉斯加）和北美中部内陆。在19世纪初期，西属美洲陆续爆发了拉丁美洲独立战争，西班牙因此丢失了在美洲大陆的殖民地。1898年西班牙在美西战争中的失利，更使其丢失了加勒比海上的古巴和波多黎各等地，并最终结束了在美洲的殖民统治。那些由原西班牙殖民地转化而成的新国家基本上都继承了西班牙的语言和宗教，并成为了现在拉丁美洲的一部分（拉美还包括有巴西等原葡属地区）。

## 历史
从1492年哥伦布踏上新大陆开始，西班牙就陆续在加勒比海和美洲沿岸设立据点并向内陆推进。当西班牙人发现落后的新大陆文明根本无力抵抗欧洲人后，军事征服就一直伴随着探险活动。1519年西班牙人建立了哈瓦那并控制了加勒比海最大的岛屿古巴岛，同年登陆墨西哥并建立韦拉克鲁斯，此后西班牙殖民者科尔蒂斯（Hernán Cortés）带兵深入内陆并于1521年征服了阿兹特克帝国。
同是在1519年，西班牙人在巴拿马地峡南岸建立巴拿马城，并开始侵入了南美太平洋沿岸地区。1533年印加帝国被皮萨罗（Francisco Pizarro）征服，两年后西班牙人在秘鲁建立利马城并以此作为逐步控制南美其他地区的基地。1534至1535年，西班牙北上探索了北美西岸地区并将之命名为加利福尼亚并开始逐步深入北美内陆。
在西班牙统治的几个世纪里，西属美洲的原住民不断遭到西班牙殖民者的驱赶和屠杀。同时，西班牙人从欧洲带来的病菌又多次引起瘟疫，使得原住民的人口大为减少。后来西班牙人为了开发新大陆的资源（贵金属、蔗糖、棉花、烟草、咖啡、可可、染料等），又不得不从非洲引进大量的黑人奴隶来从事种植和开采，从而促成了兴盛一时的奴隶贸易。和英国殖民地不同，西班牙并不发展殖民地的加工业而只把其作为原料产地加以掠夺，所有西属美洲的特产和资源都会通过船只（参见西班牙珍宝船队）运回本土。这也造成了后来从西班牙殖民地独立出来的国家都是较落后的农业国，这和独立自英国的美国形成鲜明对比。

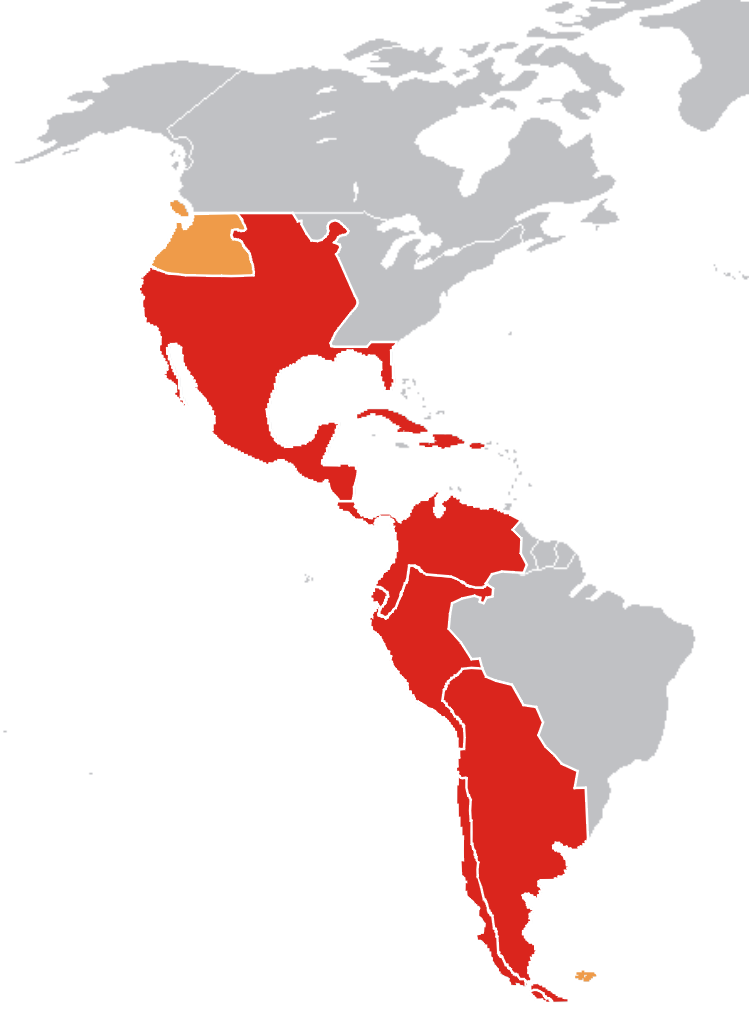

## 殖民总督区
1535年起，西班牙为了统治西属美洲，先后建立四个总督区：
- 新西班牙总督辖区：首府墨西哥城，1535年设立，管辖新西班牙（今墨西哥）、中美洲及加勒比海诸岛、菲律賓等地。
- 秘鲁总督辖区：首府利马，1542年设立，管辖整个西属南美，18世纪西班牙在南美又设立两个新总督区后，辖地相应缩小。
- 新格拉納達总督辖区：首府波哥大，1718年设立，管辖今哥伦比亚、巴拿馬、委内瑞拉和厄瓜多尔地区。
- 拉布拉他總督轄區：首府布宜诺斯艾利斯，1776年设立，管辖今阿根廷、乌拉圭、巴拉圭和玻利维亚等地。

此外，有的总督区下设置有都督府。在南美洲共有4個都督府：危地马拉(1527年)、古巴(1777年)、委内瑞拉(1773年)和智利(1778年)。1764年，西班牙又在美洲殖民地推行皇家審問院制度，分新西班牙为12个審問院，拉普拉塔为8个審問院等等。西属美洲的独立战争后，相应的总督区和其他行政区划分不复存在，但却深刻影响到了各新独立国之间的边界和行政区划分。